# Polatouche de Sibérie
Pteromys volans · Écureuil volant
Espèce
Répartition géographique
Statut de conservation UICN

 LC  : Préoccupation mineure
Le Polatouche de Sibérie (Pteromys volans), est une espèce de rongeurs de la famille des Sciuridae. Il s’agit d’une espèce d’écureuil volant de l'Ancien Monde, dont l'aire de répartition septentrionale s'étend de la mer Baltique jusqu’à la côte du Pacifique, ainsi que la seule présente en Europe, où elle est considérée comme vulnérable dans l'Union européenne. On ne la trouve plus qu'en Estonie et en Finlande. En Lettonie, la dernière observation date de 2001, et l'espèce y est considérée comme localement éteinte depuis 2013. Popularisé au Japon par la photographie animalière, l’espèce est parfois surnommée momonga d’Ézo (エゾモモンガ, ezomomonga).

## Description
Le Polatouche de Sibérie est un petit mammifère qui mesure entre 120 et 228 mm de long sans la queue. Cette dernière est estimée à une longueur entre 9 à 14 cm. Son poids moyen varie entre 100 et 120 g. Il y a un dimorphisme sexuel entre les individus, la femelle est en moyenne plus grosse que le mâle, avec un poids moyen allant jusqu’à 150 g. Il a de grands yeux noirs, et une fourrure épaisse et douce. En été le dos est d'un brun grisâtre plus ou moins foncé, en hiver il devient gris argenté. Le ventre reste blanc toute l'année. La queue est plate et couverte de poils courts. Les membres sont courts et les pattes arrière sont nettement plus grandes que les pattes avant. Le polatouche est doté d'une membrane, le patagium, entre les membres supérieurs et inférieurs. Cette membrane lui permet permettant de planer sur plus de 100 mètres de longueur, avec une faculté de vol plané généralement compris entre 1 et 1,5.

## Sous-espèces et répartition
Cette espèce d’écureuil-volant vit dans les parties les plus septentrionales du continent eurasiatique.
Ils vivent dans les forêts du nord de l'Europe longeant Sibérie, jusqu’à l’île d’Hokkaidô au Japon. Ils sont répartis en trois sous-espèces géographiquement distinctes :
- - P. v. volans (Linnaeus, 1758) – présente en Finlande, Estonie, Lettonie, Biélorussie, Russie, Mongolie, Chine ;
  - Momonga d’Ézo (P. v. orii) (Kuroda, 1921) – endémique de l’île d’Hokkaidô, au Japon ;
  - P. v. athene (Thomas, 1907) – présente sur l'île de Sakhaline ;
  - P. v. aluco (Thomas) – péninsule coréenne ;
  - P. v. buechneri (Satunin, 1903) – présente en Chine (Qinghai, Gansu, Ningxia, Sichuan).

## Écologie

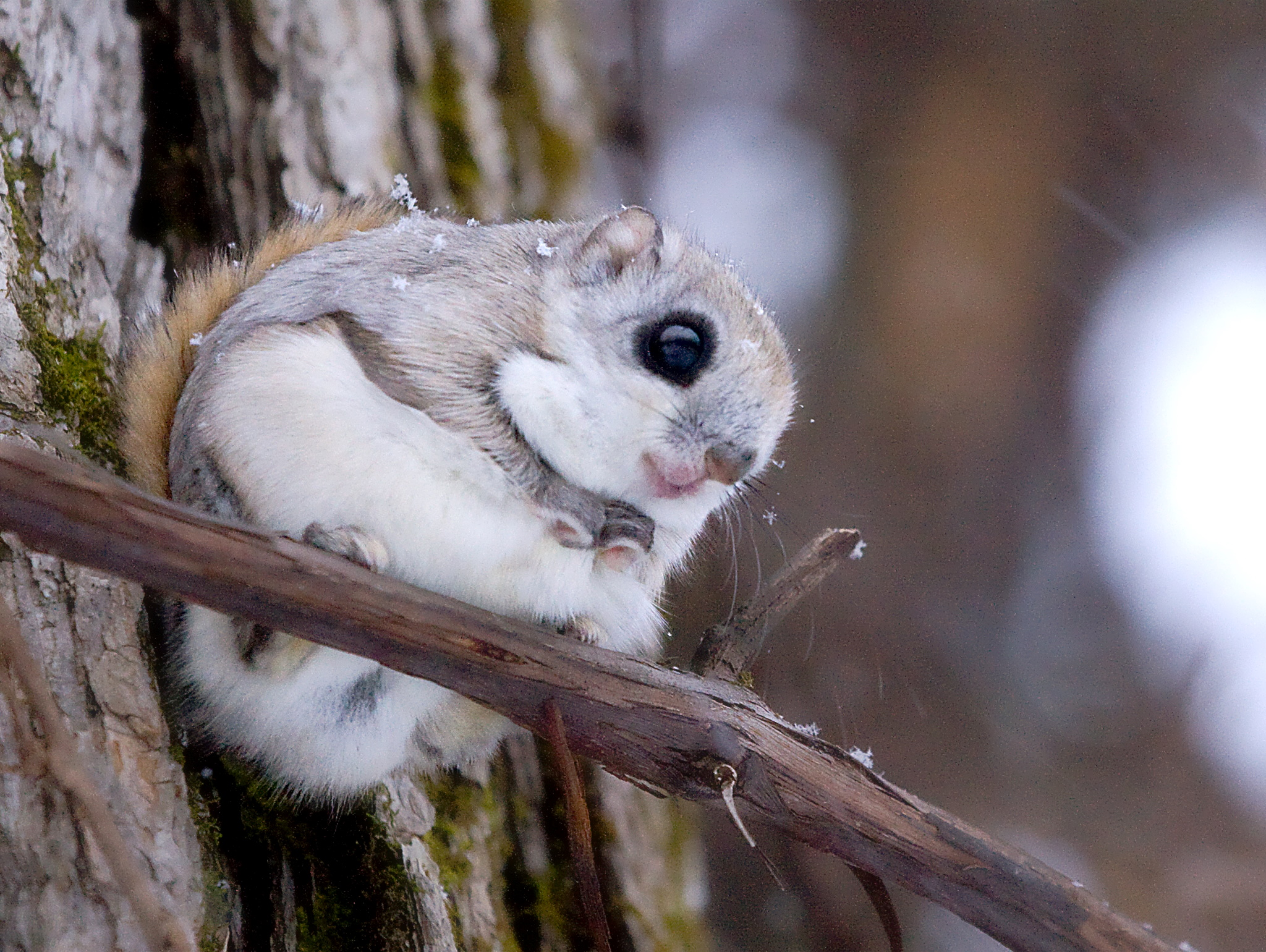
Un momonga d’Ézo (Pteromys volans orii).

### Activité

#### Habitat
L'espèce privilégie les forêts primaires mixtes de conifères et de feuillus. Elle est nocturne, bien que les femelles allaitantes puissent s'alimenter de jour. En hiver, le Polatouche n’hiberne pas, mais peut rester inactif plusieurs jours d'affilée. Ils s'abritent dans des anfractuosités des troncs d’arbre ou utilisent fréquemment des trous de pics qui leur servent aussi de garde-mangers. Ils n'hibernent pas.

#### Déplacements
C'est un planeur remarquable, qui, en dépit de sa petite taille, est capable d'effectuer des « vols » de 10 à 15 m, grâce à une membrane appelée le patagium. Le vol plané le plus long observé par un zoologue russe est de 40 m. Le  polatouche plane lentement et sans bruit, selon une trajectoire assez faiblement inclinée. Il s'élance du haut d'un arbre, non sans avoir longuement observé le point qu'il désire atteindre. Avant de se poser, l'animal redresse sa trajectoire en effectuant un brusque crochet ascendant pour atterrir contre un tronc la tête en haut. Il ne se pose pas de face, mais toujours latéralement sur l'un des côtés du tronc choisi, comme pour mieux amortir son impact. Il est aussi capable de changer de direction en vol et même d'effectuer des vols ascendants au gré des courants aériens. On ne l'a jamais vu atterrir sur une branche, mais toujours contre un tronc où sa coloration le rend pratiquement invisible.

### Alimentation
Le régime alimentaire de ce petit écureuil est essentiellement herbivore et granivore, et peux varier selon les saisons. Il se nourrit de feuilles et de bourgeons, ainsi que des noix et des et baies.

### Cycle de vie

#### Reproduction
La période de reproduction de l’espèce se situe au début du printemps. Au Sud de la Finlande, elle commence fin mars, suivie d'une seconde en avril. Après une gestation d'environ cinq semaines, la femelle met bas une portée de deux à trois petits, pesant environ 5 g. Elle construit son nid dans des cavités creusées par des pics, ou dans des nichoirs adaptés, garni de lichens pour un meilleur confort.

#### Prédateurs
Le polatouche est la proie de différents mammifères carnivores de tailles moyenne, comme des mustélidés arboricoles comme les différentes espèces de martre, ainsi que le chat haret et forestier. Il est également la proie de rapaces diurnes ou nocturnes comme les autours ou les chouettes.

## Conservation
Dans les États baltes et en Finlande, l'espèce est en déclin et a disparu de Lituanie. En Biélorussie, elle était considérée comme éteinte depuis 1996, avant d'être redécouverte en 2017, avec plus de 80 habitats identifiés en 2019. La fragmentation de son habitat et la disparition des forêts primaires sont les principales menaces. L'espèce est protégée par la Directive habitats de 1992 et un projet de conservation de 8,9 millions d’euros a été lancé en Finlande et en Estonie. En Corée du Sud, la sous-espèce P. v. aluco est classée monument naturel et protégée depuis 1982.